# Anal (Likiep)
Anal (weitere Bezeichnungen: Aaneru, Anel) ist ein kleines Motu des Likiep-Atolls der pazifischen Inselrepublik Marshallinseln.

## Geographie
Anal liegt im südlichen Saum des Likiep-Atolls zwischen Tokaen und Lukonor. Die Insel ist unbewohnt. 